# Breakfast
'Breakfast' is een nummer van het Schotse new wave-duo Associates uit 1985. Het nummer is afkomstig van het studioalbum Perhaps en werd uitgegeven op 7" en 12"-single.  Het nummer is geschreven door bandlid Billy Mackenzie en geproduceerd door Martin Rushent. 
Het was een bescheiden hit, die plek 49 in de Britse hitlijst bereikte. Hoewel het nummer in Nederland relatief veel radio-aandacht kreeg omdat het door Frits Spits als Steunplaat gekozen was, bleef het steken in de Tipparade. Desondanks wist het nummer wel een aantal keer de Top 2000 te halen.

## NPO Radio 2 Top 2000
| Nummer met noteringen in de NPO Radio 2 Top 2000 | '00 | '01  | '02  | '03  | '04  | '05  | '06 | '07  | '08  |
| ------------------------------------------------ | --- | ---- | ---- | ---- | ---- | ---- | --- | ---- | ---- |
| Breakfast                                        | 946 | 1147 | 1214 | 1622 | 1620 | 1832 | -   | 1908 | 1895 |

1. ↑  Een '-' betekent dat het nummer niet was genoteerd en een vetgedrukt getal geeft de hoogste notering aan.
2. ↑  2000 was het eerste jaar met een notering voor dit nummer.
3. ↑  Deze tabel is bijgewerkt tot en met de laatste editie (2024).